# Hannequin de Bruxelles
Hanequin de Bruxelles  (Flandre, date inconnue - Tolède, 1494), est un architecte et sculpteur d’origine flamande du XVe siècle. Il est considéré comme ayant introduit de formes flamandes du gothique à Tolède, où il apporta l'art hispano-flamand.

## Biographie
Il arriva en Espagne en 1440 et s'installa à Tolède pour travailler comme maître d'œuvre de  la cathédrale entre 1448 et 1470, il dirigea entre autres la construction de la porte aux Lions. Il termina aussi la tour de la cathédrale et il est possible qu’il eut réalisé  la chapelle d’Alvaro de Luna et celle de son frère, toutes deux dans la cathédrale. En conséquence, il est possible qu’il eût également travaillé au Château d’Escalona.
En 1454, il s'installa avec son frère Egas Cueman pour effectuer le chapitre de la Cathédrale de Cuenca, et il est probable qu’il restaurât également le chœur de ce bâtiment d’après ses travaux réalisés à Tolède. Son travail est aussi la chapelle du maître Pedro Giron.
Il semble également très probable qu’en 1456 conçût les bases du Château de Belmonte à Cuenca pour  Juan Pacheco. C’est un château unique en son genre quant à  son aspect extérieur, avec neuf toiles et six tours légères qui donnent l'impression d'une pince
En 1465 il apparaît à  Cuellar avec son fils Hanequin de Cuellar pour mener à bien la rénovation et l'extension du château appartenant à Beltrán de la Cueva, premier duc d'Alburquerque, qui avait pris possession de la ville un an plus tôt, et qui voulut renforcer la construction à cause des vues que la princesse Isabelle avait sur la propriété de Cuellar. Il fit construire une barbacane qui entoure le bâtiment, et prolongea la cour.